# Vlag van Alpes-Maritimes

Vlag van Alpes-Maritimes

De vlag van Alpes-Maritimes is de niet-officiële vlag van het Franse departement Alpes-Maritimes. Net als de meeste andere departementen van Frankrijk heeft Alpes-Maritimes geen officiële vlag, maar wordt de hier rechts afgebeelde vlag op niet-officiële wijze gebruikt. De vlag is afgeleid van het wapen van dit departement.
De vlag toont een rode adelaar met uitgespreide vleugels en een kroon op zijn kop. De adelaar staat op drie groene bergen, die rusten op blauwe en witte golven die water symboliseren. Het ontwerp is eenvoudig maar krachtig, met een witte achtergrond die de elementen van de adelaar, bergen en water benadrukt.
Het ontwerp is gebaseerd naar de vlag van het historische graafschap Nizza en de stad Nice, de hoofdstad van het departement. De vlag is geïnspireerd op het ontwerp van het wapen dat in 1950 is voorgesteld door Robert Louis.
Naast deze vlag is er een logovlag in gebruik.

Vlag van het graafschap Nizza
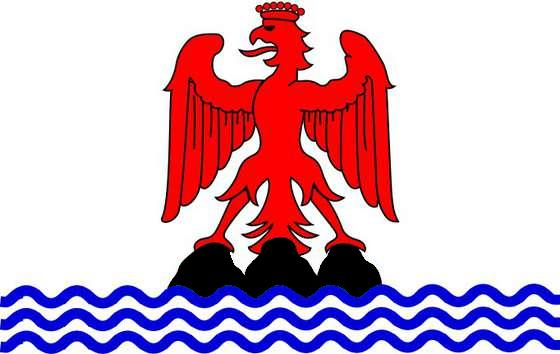
Variant vlag
Logovlag